# Memorie di una geisha (film)
Memorie di una geisha (Memoirs of a Geisha) è un film del 2005 diretto da Rob Marshall, basato sull'omonimo romanzo di Arthur Golden e prodotto dalla Amblin Entertainment di Steven Spielberg. Nel 2006 ha vinto tre Oscar.

## Trama
Giappone, anno 1929. In un piccolo villaggio di pescatori la piccola Chiyo Sakamoto, di nove anni, e la sorella più grande Satsu, a seguito di una grave malattia che ha colpito la loro madre, vengono vendute dal padre a un intermediario, un certo Tanaka. Satsu viene venduta a un bordello, mentre Chiyo alla Nitta okiya, a una casa per geishe.
Nell'okiya la piccola Chiyo incontra l'unica geisha in piena attività ivi presente, la bella ma crudele Hatsumomo. Conosce anche le altre tre occupanti della casa: la "Nonna", una geisha anziana ritirata, la "Madre", che è anche l'amministratrice della casa e la "Zietta", la "sorella maggiore" della Madre e l'unica ad avere gesti gentili verso Chiyo. Come "sorellina maggiore", guida e compagna di sventure, le viene affidata una ragazzina che, per il suo viso tondo e dolce, viene chiamata Zucca; con lei Chiyo andrà a scuola di danza, di musica, di cha no yu e di portamento per geisha.
A causa dei suoi occhi grigio-azzurri Chiyo ha un grande potenziale come geisha, ma Hatsumomo non può tollerare rivali e utilizza il suo status di geisha principale dell'okiya per maltrattare Chiyo, arrivando a costringerla a giurarle obbedienza in cambio dell'indirizzo del bordello in cui si trovava la sorella Satsu. Questo patto permette a Hatsumomo di usare Chiyo per danneggiare una geisha rivale, Mameha, a cui riesce a rubare un prezioso kimono; in nome del patto stretto Hatsumomo spinge la piccola a rovinare il kimono e a riportarlo indietro, assumendosi in questo modo la colpa del misfatto. Una volta saputo l'indirizzo della sorella, la bambina corre da lei e insieme fanno piani per fuggire, ma durante la fuga Chiyo cade rovinosamente da un tetto; viene così scoperta e riportata all'okiya, dove viene sottoposta alle cure mediche. La "Madre" punisce severamente Chiyo, degradandola dalla condizione di maiko a quella di una umile serva destinata alle prestazioni più degradanti. Satsu riesce a scappare, ma le due sorelle non si rivedranno mai più.
Un incontro casuale su un ponte tra la piccola Chiyo e un uomo elegante, accompagnato da due geisha, cambia la vita di Chiyo per sempre. Dopo averle offerto un cono di ghiaccio dolce, l'uomo le regala del denaro. Colpita dai suoi modi educati e disinteressati, Chiyo decide di non spendere il denaro ricevuto ma di donarlo al tempio esprimendo il desiderio di poter un giorno diventare anche lei una geisha, intuendo che questo fosse l'unico modo per portarsi vicino al direttore generale.
Il suo sogno comincia a tramutarsi in realtà quando, diversi anni dopo, la stessa Mameha visita la okiya per discutere della possibilità di addestrare Chiyo come geisha. Diventata ufficialmente "maiko", ovvero un'apprendista geisha, Chiyo diventa la "sorellina" di Mameha e anche la sua protetta comincia ad apprendere le molteplici arti di una vera geisha. A seguito di una cerimonia solenne Mameha le conferisce il nome da geisha: Sayuri.
Dopo un intenso addestramento, Mameha le propone di intrattenere con le sue arti l'industriale Nobu Toshikazu. Quando Sayuri scopre che l'uomo è l'assistente del direttore generale, crede di aver trovato il modo di stare vicina all'uomo amato, ma è costretta soltanto a fugaci incontri formali con lui, dal momento che Mameha la assegna al suo assistente Nobu, considerato l'unico modo per mettere in difficoltà Hatsumomo e mandare a monte i suoi progetti per danneggiarla.
Mameha, da esperta geisha e protettrice di Sayuri, introduce la giovane nell'ambiente facendole fare mostra delle arti acquisite: danza, conversazione e cerimonia del tè. Subito cattura l'attenzione di molti clienti abituali. Si apre l'asta per il suo "mizuage", ovvero per appropriarsi della sua verginità, venduta a un certo dottor "Granchio" per 15.000 yen. Mameha confessa a Sayuri che la maggiore offerta l'aveva fatta il "Barone", suo danna personale, ma che, essendo legata sentimentalmente a lui, aveva deciso di far vincere l'asta al secondo miglior offerente. La rapida scalata di Sayuri spinge la "Madre" a dichiararla sua "figlia prediletta", nonché futura amministratrice della proprietà della okiya, soppiantando sia Hatsumomo che Zucca.
A quei tempi Sayuri diventa la geisha più celebre di tutta Gion (quartiere di Kyoto). Hatsumomo, accecata dalla gelosia, va nella stanza di Sayuri per cercare qualcosa che potesse danneggiare la ragazza e lì trova il fazzoletto che il Direttore Generale le aveva regalato da bambina. Capito il sentimento di Sayuri per l'uomo, Hatsumomo apostrofa la ragazza, nel frattempo piombata nella stanza, ricordandole che le geisha non possono permettersi il sentimento dell'amore. Tra le due si scatena una lotta, durante la quale una lampada a olio cade a terra provocando un incendio. Mentre l'intera okiya si affretta a spegnere l'incendio e a mettere in salvo i kimono per le sue geisha, Hatsumomo tenta di far bruciare l'intero edificio e i suoi occupanti. Successivamente, domato l'incendio, Hatsumomo viene scacciata dalla "Madre" e costretta a lasciare la okiya per sempre.
La nuova posizione di Sayuri come tenutaria della Nitta okiya e come geisha più famosa di Gion, tuttavia, durerà poco. La seconda guerra mondiale cambierà le vite delle geisha per sempre. Sotto consiglio del Direttore Generale emigra in campagna, riuscendo così a sfuggire ai bombardamenti o alla deportazione come infermiera o prostituta d'alto bordo per ufficiali. La lussuosa vita di Sayuri si tramuta in una vita di stenti, ma alla fine si reincontrerà con l'industriale Nobu, in disgrazia, che porta nelle tasche delle pietre annerite, ultimo residuo delle sue fiorenti industrie. Nobu invita Sayuri a tornare a Gion per aiutare lui e il direttore generale a impressionare un ufficiale americano, il colonnello Derricks, che potrebbe finanziare la ricostruzione delle aziende distrutte. Sayuri accetta e, tornata a casa, ritrova Mameha e rimedia qualche kimono. Reincontra anche Zucca, ora americanizzata e ridotta al ruolo di meretrice per gli ufficiali statunitensi. Su un'isola Nobu finalmente confessa a Sayuri che vorrebbe diventare il suo danna. Nonostante tutto, Sayuri ancora nutre sentimenti di amore per il direttore generale, e orchestra una messinscena per rendersi indesiderabile agli occhi di Nobu. Chiede allora a Zucca di portare Nobu in un luogo preciso a un orario stabilito: questo per permettergli di sorprendere Sayuri e il colonnello Derricks impegnati in atteggiamenti intimi. Zucca, tuttavia, porterà ad assistere all'incontro il direttore generale, come vendetta verso Sayuri, la cui rivalità con Hatsumomo l'aveva fatta cadere in disgrazia. Quando l'industriale Nobu viene a conoscenza della tresca, non vuole più vedere Sayuri e l'abbandona.
Successivamente, senza che sia stato fatto alcun nome, arriva alla Nitta okiya un biglietto dove si legge che un danna ha deciso di scegliere Sayuri e di riscattare l'intero suo debito, fissando un appuntamento in un gazebo di un parco lungo il fiume. Sayuri, andando all'incontro, trova l'amato direttore generale. Quest'ultimo le rivela i suoi sentimenti d'amore, svelandole che fin dall'inizio aveva riconosciuto in lei la bambina a cui aveva comprato un cono di ghiaccio e che era stato lui stesso a chiedere a Mameha di prenderla sotto la sua ala. Sayuri, pur devastata dal disonore della tresca con Derricks, sente di poter stare finalmente con il suo amato e si avvia con lui verso una nuova vita, in felicità.

## Controversia sul casting
Fra gli attori che recitano nel film soltanto Ken Watanabe, Youki Kudoh e Suzuka Ohgo sono giapponesi. Zhang Ziyi e Gong Li sono cittadine cinesi. Michelle Yeoh è malaysiana di etnia cinese.
Alcune persone sono rimaste molto infastidite dal fatto che le principali figure femminili del film non siano state interpretate da attrici di nazionalità giapponese, e che in particolare il ruolo centrale sia stato ricoperto da un'attrice cinese. A differenza di queste persone, l'attrice coreana-canadese Sandra Oh ha sostenuto l'intercambiabilità tra attori di paesi asiatici. Sulla rivista Bust Magazine di giugno/luglio 2005, ha difeso i suoi ruoli in quanto interprete di personaggi giapponesi (come Rick) e cinesi, sottolineando un tale comportamento da parte degli attori bianchi che interpretano personaggi europei in modo intercambiabile:
(Sandra Oh, Bust Magazine)
Roger Ebert ha sottolineato anche che il film è stato prodotto da una società di proprietà giapponese e che Gong Li e Zhang Ziyi raggiungono incassi superiori a qualunque attrice giapponese perfino nel mercato del Giappone.
In Cina, la scelta di interpreti di etnia cinese ha causato forte agitazione nella comunità internet cinese, dove molti utenti sono rimasti scontenti a causa del crescente sentimento nazionalista, specialmente perché alcuni hanno erroneamente inteso le geishe come prostitute. Una professione simile a quella della geisha esisteva nella Cina Imperiale, ed il loro lavoro era quello di intrattenere ospiti maschili con il loro talento nella musica, nel gioco del Go, nella calligrafia, nel disegno e altre arti. Comunque esse non godevano dello status riconosciuto alle geisha in Giappone. Il fraintendimento è stato esacerbato dall'uso della parola geigi 芸妓, un nome giapponese per "geisha" utilizzato nella regione del Kansai (Kyōto). Il secondo carattere 妓 può essere inteso da alcuni come "prostituta", sebbene in realtà abbia molti significati diversi.

## Distribuzione
Il film, girato nel sud della California e in alcuni luoghi di Kyōto come il tempio Kiyomizu-dera ed il monastero di Fushimi Inari-taisha, è stato proiettato in pubblico negli Stati Uniti il 9 dicembre 2005 dal consorzio composto da Columbia Pictures, DreamWorks e Spyglass Entertainment. Il suo budget di produzione è stato di 85 milioni di dollari.
In Giappone il film è stato lanciato con il titolo Sayuri. È stato distribuito in DVD dalla Sony Pictures il 28 marzo 2006.

### Accoglienza in Cina
La programmazione delle proiezioni del film, originalmente prevedeva il debutto nei cinema della Cina il 19 febbraio 2006, ma la data per la proiezione venne prima rimandata e poi sospesa. Fonti giornalistiche, come i giornali di Shanghai Oriental Morning Post e il Shanghai Youth Daily, citarono la paura che il film fosse bandito dai censori; vi erano preoccupazioni riguardo al fatto che si risvegliasse il sentimento anti-giapponese dei cinesi, dal momento che delle famose attrici cinesi interpretavano il ruolo di geisha giapponesi in un periodo durante il quale la Manciuria era stata occupata dalle truppe giapponesi ed il resto della Cina veniva attaccato, le città costiere distrutte e le loro donne più belle deportate in Giappone per servire da schiave di lusso o da prostitute nei bordelli dell'Impero giapponese in espansione. Il ricordo degli abusi subiti durante la guerra sino-giapponese degli anni trenta e quaranta è ancora vivo ed è alimentato dai media cinesi, con continui articoli sulla prigionia delle donne cinesi che venivano utilizzate come lavoratrici sessuali forzate per soddisfare i soldati giapponesi. Il 1º febbraio 2006 il film venne bandito nei cinema della Repubblica Popolare Cinese, anche se molti cittadini riescono a vederlo tramite DVD piratati. Il film dal 2019 è disponibile in Cina su piattaforme streaming, non più soggetto a censura.

### Incassi
Negli USA il film fu proiettato in sole 1.654 sale, guadagnando 57 milioni di dollari. Durante la sua prima settimana di prime visioni in solo 8 cinema guadagnò 85.313 $ per sala, ponendolo al secondo posto come incassi di prima visione per il 2005, solo dopo Brokeback Mountain. Ebbe un grande successo internazionale. L'8 aprile del 2006, gli incassi mondiali ammontavano a 157,7 milioni di dollari.

## Riconoscimenti
- 2006 - Premio Oscar
  - Miglior fotografia a Dion Beebe
  - Miglior scenografia a John Myhre e Gretchen Rau
  - Migliori costumi a Colleen Atwood
  - Candidatura Miglior sonoro a Kevin O'Connell, Greg P. Russell, Rick Kline e John Pritchett
  - Candidatura Miglior montaggio sonoro a Wylie Stateman
  - Candidatura Miglior colonna sonora a John Williams
- 2006 - Golden Globe
  - Miglior colonna sonora a John Williams
  - Candidatura Miglior attrice in un film drammatico a Zhang Ziyi
- 2006 - Premio BAFTA
  - Migliore fotografia a Dion Beebe
  - Migliori costumi a Colleen Atwood
  - Miglior colonna sonora a John Williams
  - Candidatura Miglior attrice protagonista a Zhang Ziyi
  - Candidatura Migliore scenografia a John Myhre
  - Candidatura Miglior trucco a Noriko Watanabe, Kate Biscoe, Lyndell Quiyou e Kelvin R. Trahan
- 2005 - National Board of Review Award
  - Migliori dieci film
  - Miglior attrice non protagonista a Gong Li
- 2006 - Critics' Choice Movie Award
  - Miglior colonna sonora a John Williams
  - Candidatura Miglior film
  - Candidatura Miglior soundtrack
- 2006 - Nastro d'argento
  - Nastro d'argento speciale a Pietro Scalia
- 2006 - MTV Movie Award
  - Candidatura Performance più sexy a Zhang Ziyi
- 2005 - Satellite Award
  - Migliore sceneggiatura non originale a Robin Swicord
  - Candidatura Miglior film drammatico
  - Candidatura Migliore regia a Rob Marshall
  - Candidatura Miglior attrice in un film drammatico a Zhang Ziyi
  - Candidatura Miglior attrice non protagonista a Gong Li
  - Candidatura Migliore fotografia a Dion Beebe
  - Candidatura Migliore scenografia a John Myhre
  - Candidatura Migliori costumi a Colleen Atwood
  - Candidatura Miglior colonna sonora a John Williams
- 2006 - Screen Actors Guild Award
  - Candidatura Miglior attrice protagonista a Zhang Ziyi
- 2006 - American Society of Cinematographers
  - Migliore fotografia a Dion Beebe
- 2006 - Art Directors Guild
  - Migliore scenografia a John Myhre, Thomas Voth, Patrick M. Sullivan Jr. e Greg Berry
- 2006 - British Society of Cinematographers
  - Candidatura Migliore fotografia a Dion Beebe
- 2005 - California on Location Award
  - COLA Award a Mike Fantasia
- 2006 - Australian Film Institute
  - Migliore fotografia a Dion Beebe
- 2006 - Casting Society of America
  - Candidatura Miglior casting a Francine Maisler
- 2006 - Australian Cinematographers Society
  - International Award a Dion Beebe (Per la Fotografia)
- 2006 - Chicago Film Critics Association Award
  - Candidatura Miglior colonna sonora a John Williams
- 2006 - Cinema Audio Society
  - Candidatura Miglior sonoro a Kevin O'Connell, Greg P. Russell, Rick Kline e John Pritchett
- 2007 - Grammy Award
  - Miglior colonna sonora a John Williams
- 2006 - Costume Designers Guild Award
  - Migliori costumi a Colleen Atwood
- 2006 - Image Award
  - Candidatura Migliore attrice a Ziyi Zhang
- 2006 - Motion Picture Sound Editors
  - Miglior montaggio sonoro (Dialoghi ADR)
  - Candidatura Miglior montaggio sonoro (Musica)
  - Candidatura Miglior montaggio sonoro
- 2005 - New York Film Critics Circle Award
  - Candidatura Miglior attrice protagonista a Ziyi Zhang
- 2006 - Phoenix Film Critics Society Award
  - Migliori costumi a Colleen Atwood
- 2006 - Visual Effects Society Award[5]
  - Candidatura Miglior supporto effetti visivi a Robert Stromberg, Julia Frey, Paul Graff e Adam Watkins
- 2005 - Washington DC Area Film Critics Association Award
  - Candidatura Migliore sceneggiatura non originale ad Arthur Golden, Robin Swicord e Doug Wright
- 2006 - Young Artist Award
  - Miglior giovane attrice non protagonista a Suzuka Ohgo
  - Candidatura Miglior film per la famiglia